# Guido Altarelli

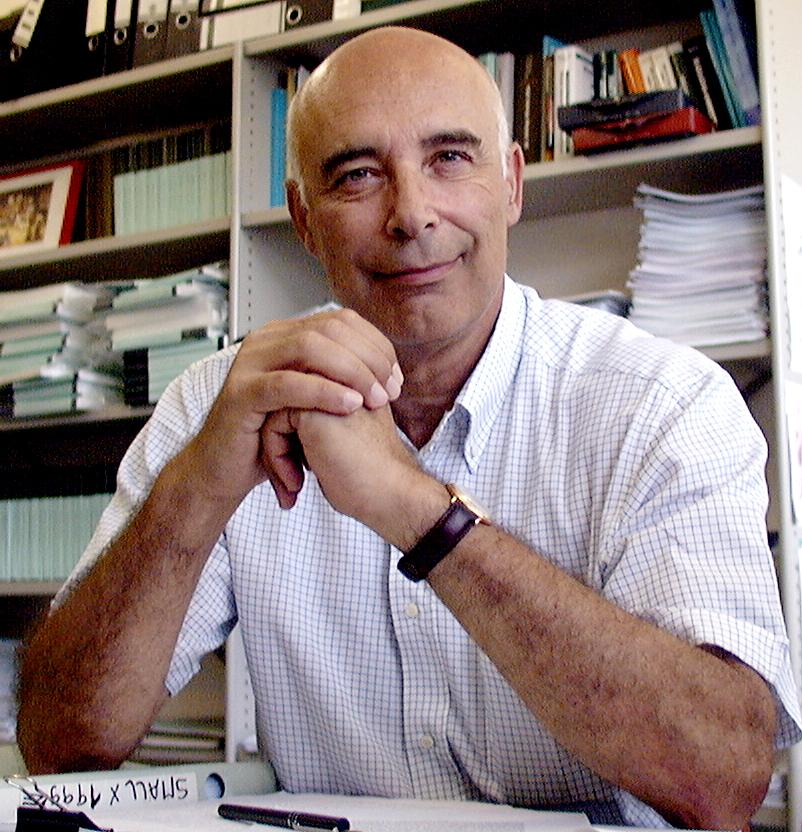
Guido Altarelli

Guido Altarelli (* 12. Juli 1941 in Rom; † 30. September 2015 in Genf) war ein italienischer theoretischer Physiker.

## Leben
Altarelli studierte an der Universität Rom (La Sapienza) mit dem Diplomabschluss (Laurea) 1963. Danach war er an der Scuola di perfezionamento in Fisica der Universität Florenz, wo er 1965 bei Raoul Gatto promoviert wurde. 1968/69 war er an der New York University und 1969/70 an der Rockefeller University. Seit 1970 war er wieder an der Universität Rom (La Sapienza), wo er 1980 eine volle Professur in theoretischer Physik erhielt. Ab 1992 war er Professor an der Universität Rom III (Roma Tre). Er war 1987 bis 2006 Senior Staff Member in der Theorieabteilung am CERN, die er 2000 bis 2004 leitete. Anschließend war er dort Emeritus Scientific Associate. Er war auch an der École normale supérieure und der Boston University tätig. Er war in den Beratungskomitees von DESY, CERN und vom SSC.

## Werk
Altarelli war eine führende Autorität in störungstheoretischer Quantenchromodynamik. Hier sind Evolutionsgleichungen für die Partonverteilung (Strukturfunktionen) nach ihm und Giorgio Parisi benannt (Altarelli-Parisi-Gleichungen bzw. DGLAP-Gleichungen zusätzlich nach Yuri Dokshitzer, Gribov und Lipatov). Weiterhin befasste er sich in der QCD auch mit der Theorie des Drell-Yan-Prozesses, Korrekturen zum effektiven Hamiltonoperator schwacher nichtleptonischer Prozesse (mit einer Pionierarbeit zur Erklärung der {\displaystyle \Delta I=1/2} Auswahlregel innerhalb der QCD mit Luciano Maiani),  und polarisierten Partondichten. Er beschäftigte sich auch mit dem Standardmodell und der Elementarteilchenphysik jenseits des Standardmodells, zum Beispiel GUTs, Neutrinomassen und Neutrinomischungen, Präzisionstests der elektroschwachen Wechselwirkung, theoretische Grenzen für die Masse des Higgs-Bosons. Er ist Autor oder Koautor von über 200 wissenschaftlichen Veröffentlichungen.

## Auszeichnungen
- 2011: Julius-Wess-Preis des KIT Centrum für Elementarteilchenphysik und Astroteilchenphysik.[3]
- 2012: Sakurai-Preis, für wesentliche Ideen für die detaillierte experimentelle Bestätigung des Standardmodells der Teilchenphysik, die es ermöglichten präzise Informationen über Quantenchromodynamik, elektroschwache Wechselwirkung und mögliche neue Physik aus den Experimenten der Hochenergiephysik zu gewinnen.[4]
- 2015: High Energy and Particle Physics Prize
- Mitglied der Polnischen Akademie der Wissenschaften (Jahr unbekannt)

## Schriften
- The Development of perturbative QCD. World Scientific, Singapore u. a. 1994, ISBN 981-02-1702-1.
- als Herausgeber mit Klaus Winter: Neutrino Mass (= Springer Tracts in modern Physics. Elementary Particle Physics. Vol. 190). Springer, Berlin u. a. 2003, ISBN 3-540-40328-0.
- Particle Physics in the LHC Era and Beyond. 2010, arxiv:1002.4957